# Campagna di pacificazione olandese di Formosa
La campagna di pacificazione olandese di Formosa furono una serie di azioni militari tra la Compagnia olandese delle Indie orientali e i nativi di Mattau, Bakloan, Soulang, Taccariang e Tevorang per il controllo di Formosa (odierno Taiwan). Prima della campagna gli olandesi erano rimasti a Formosa per undici anni, ma non avevano ottenuto il controllo completo dell'isola oltre al Tayouan, ed alla sottoscrizione di una alleanza con la città di Sinkan. Altri villaggi aborigeni dell'area, infatti, continuarono a tendere numerosi attacchi agli olandesi ed ai loro alleati, in particolare gli abitanti del villaggio di Mattau che, nel 1629, colse di sorpresa e uccise un gruppo di sessanta soldati.
Dopo aver ricevuto rinforzi dal quartier generale di Batavia, gli olandesi lanciarono un attacco nel 1635 e furono in grado di schiacciare l'opposizione e riportare l'area dell'attuale Tainan sotto il loro pieno controllo. Dopo aver visitato i villaggi di Mattau e Soulang, i più potenti dell'area, distrutti così facilmente dagli olandesi, altri villaggi dell'area decisero di sottoscrivere la pace con gli europei e di rinunciare alla loro sovranità. Gli olandesi furono così in grado di espandersi ed estendere il loro controllo territoriale in breve tempo, evitando ulteriori scontri. La campagna terminò nel febbraio del 1636, quando i rappresentanti di 28 villaggi presero parte ad una cerimonia presso Tayouan per proclamare la loro sottomissione agli olandesi.
Rendendo più solido il loro controllo dell'area sudovest dell'isola, gli olandesi furono in grado di espandere le loro colonie da un avamposto commerciale ad una vera e propria colonia. L'espansione del territorio degli olandesi concesse loro l'accesso a nuove corsie preferenziali del commercio del sudest asiatico. La terra di Formosa diede prova di essere particolarmente fertile e gli olandesi la sfruttarono grazie al lavoro di personale cinese nelle fattorie locali. I villaggi aborigeni, sottomessisi, provvidero quindi guerrieri da affiancare agli olandesi in caso di necessità, in particolare durante il massacro dell'isola di Lamey del 1636, nella sconfitta degli spagnoli nel 1642 a Formosa e durante la ribellione di Guo Huaiyi del 1652. I villaggi alleati fornirono anche opportunità ai missionari olandesi di diffondere la loro fede. La campagna di pacificazione è considerata una pietra miliare sul quale venne costruito poi il successo stesso della colonia.

## Antefatto
La Compagnia olandese delle Indie orientali era giunta nella parte meridionale di Formosa nel 1624 e, dopo aver costruito la fortezza di Fort Zeelandia sulla penisola di Tayouan, iniziò a sondare i villaggi locali per possibili alleanze coi nativi locali. Per quanto inizialmente l'intenzione era di sfruttare la colonia come semplice avamposto commerciale, gli olandesi decisero poi di espandere il territorio sottoposto al loro controllo anche all'entroterra per maggiore sicurezza. Inoltre, gran parte delle risorse per il funzionamento della colonia dovevano giungere via mare da Batavia, con notevoli spese e intervalli irregolari, e il governo aveva a più riprese richiesto che la colonia divenisse indipendente almeno per quanto riguardava la fornitura di cibo. La Compagnia decise di allearsi col villaggio più vicino, Sinkan, che sarebbe stato in grado di fornire cibo e legna da ardere, selvaggina e pesce. Ad ogni modo, le relazioni con gli altri villaggi non furono così amichevoli. Gli insediamenti aborigeni dell'area erano già tra loro in lotta più o meno costante (diversi erano i raids), e un'alleanza con Sinkan pose gli olandesi automaticamente contro altri villaggi nemici di questi. Nel 1625 gli olandesi acquistarono un pezzo di terra dagli abitanti di Sinkan per la somma di 15 cangans (un tipo di vestito locale) e qui costruirono il villaggio di Sakam, destinato ad accogliere mercanti olandesi e cinesi.

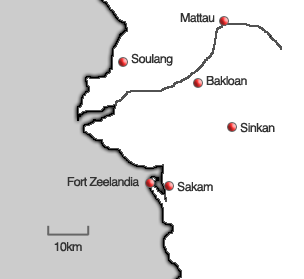
I villaggi attorno a Fort Zeelandia

Inizialmente gli altri villaggi dell'area, ed in particolare Mattau, Soulang e Bakolan, dissero agli olandesi di non desiderare altro che vivere in pace. I villaggi notarono come era nel loro interesse mantenere buone relazioni coi nuovi arrivati, ma questo sentimento andò indebolendosi dopo una serie di incidenti accaduti tra il 1625 ed il 1629. Il primo di questi fu l'attacco olandese ai pirati cinesi della baia di Wancan, non lontano da Mattau, nel 1625. I pirati furono in grado di giocare i soldati olandesi, i quali persero di credibilità agli occhi degli abitanti locali. Incoraggiati dal fallimento degli olandesi, i guerrieri di Mattau razziarono Sinkan, credendo che gli olandesi fossero troppo deboli per difendere i loro alleati formosani. A questo punto, gli olandesi tornarono a Wancan e questa volta furono in grado di battere i pirati, restaurando la loro reputazione. Mattau venne quindi forzata dai coloni a restituire le proprietà sottratte da Sinkan ed a fare solenne riparazione con la donazione di due maiali. La pace ebbe comunque breve vita dal momento che già nel novembre del 1626 gli abitanti di Sinkan attaccarono Mattau e Bakloan, prima di portarsi dagli olandesi per chiedere protezione. Per quanto gli olandesi furono in grado di opporsi ai loro nemici presso Sinkan, dimostrarono comunque ancora una volta la loro inadeguatezza a proteggere i loro alleati formosani.
Frustrati dal mancato supporto militare olandese, gli abitanti di Sinkan si rivolsero a mercanti giapponesi che non erano in termini amichevoli con la Compagnia olandese delle Indie orientali. Nel 1627 una delegazione del villaggio fece visita in Giappone e chiese la protezione dei giapponesi, offrendo loro la sovranità locale allo shogun Tokugawa Iemitsu. Lo shōgun si rifiutò di riceverli, ma al loro ritorno a Formosa gli abitanti del villaggio di Sinkan, assieme ai loro alleati di Mattau, Bakloan e Soulang, si portarono dal governatore Pieter Nuyts per chiedergli che la compagnia pagasse il proprio tributo annuale ai villaggi per la lavorazione della terra. Il governatore si rifiutò di accondiscendere alla richiesta. Poco dopo, la politica isolazionista dei giapponesi tolse il proprio sostegno ai formosani, lasciando Sinkan ancora una volta in balia dei propri nemici, spingendo il missionario George Candidius a scrivere che "questo villaggio di Sinkan è stato sino ad ora sotto la protezione olandese, e senza questa protezione non potrebbe resistere nemmeno per un mese." Nel 1629, ad ogni modo, gli olandesi furono in grado di difendere sé stessi ed i loro alleati. Il governatore Nuyts si portò a Mattau per una visita ufficiale amichevole con una guardia di sessanta moschettieri ed il gruppo venne osannato al suo arrivo. Dopo aver lasciato il villaggio la mattina seguente, i moschettieri furono però vittime di un'imboscata mentre attraversavano un ruscello, da parte di guerrieri provenienti dai villaggi di Mattau e Soulang. Il governatore riuscì a fuggire fortunatamente e fece ritorno in serata a Fort Zeelandia.
Poco dopo il massacro, il governatore Nuyts venne richiamato dal governatore generale della Compagnia olandese delle Indie orientali a Batavia per difendersi da varie accuse rivoltegli, inclusa la responsabilità di aver peggiorato le relazioni con i giapponesi. Hans Putmans rimpiazzò Nuyts come governatore, ed immediatamente questi si adoperò per attaccare Mattau, ma il villaggio venne giudicato troppo forte per un assalto diretto. Gli olandesi quindi si mossero contro il più debole villaggio di Bakloan dove compirono un massacro il 23 novembre 1629, tornando il giorno successivo "dopo aver ucciso molte persone e bruciato gran parte del villaggio". Gli abitanti di Bakloan chiesero la pace, ed anche Mattau siglò una pace di nove mesi con la compagnia. Ad ogni modo, negli anni seguenti, gli abitanti di Mattau, Bakloan e Soulang continuarono diverse campagne di razzie contro la compagnia. La situazione sembrava non migliorare per gli olandesi dal momento che le relazioni peggiorarono ancora con Mattau e Souland tra la fine del 1633 e l'inizio del 1634. I due villaggi entrarono in guerra nel maggio del 1634 e sebbene Mattau ebbe la meglio, la compagnia si disse contenta di vedere come le divisioni interne tra i vari villaggi dell'area potessero giungere a loro favore.

## La vendetta olandese

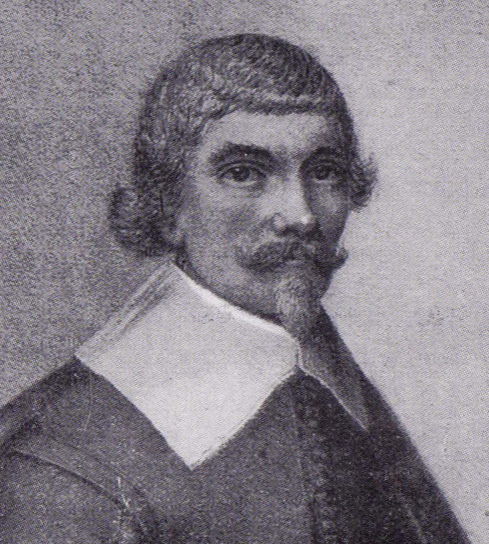
Robert Junius, uno dei capi della spedizione di Mattau

Per quanto il governatore Nuyts e il governatore Putmans volessero muovere contro Mattau, la guarnigione di Fort Zeelandia aveva solo 400 uomini, dei quali 210 erano soldati e non erano quindi sufficienti per una campagna di notevole portata col rischio di lasciare la fortezza sguarnita. Dopo continue richieste da parte dei due governatori, nel 1635 Batavia infine inviò 475 soldati a Taiwan per "venicare l'assassinio del corpo spedizionario a Mattau nel 1629, per incrementare il prestigio della Compagnia e ottenere il rispetto e l'autorità necessarie alla protezione dei cinesi che qui vivevano pacificamente coltivando la loro terra."
A questo punto, le relazioni con gli altri villaggi si erano a tal punto deteriorate che persino Sinkan, precedentemente legato agli olandesi, stava complottando per la ribellione. Il missionario Robert Junius, che viveva tra i nativi, scrisse che "i rirbelli di Sinkan hanno cospirato contro il nostro stato... e [stanno pianificando] di uccidere e picchiare a morte i missionari e i soldati di Sinkan." Il governatore di Tayouan si mosse velocemente contro la rivolta, inviando ottanta soldati al villaggio e facendo arrestare alcuni tra i cospiratori chiave della rivolta. Con un potenziale disastro a Sinkan, gli olandesi vennero incoraggiati dalla notizia che sia Mattau che Soulang, i loro principali nemici, erano colpiti dal vaiolo, mentre Sinkan, tornata sotto il dominio olandese, era stata invece risparmiata dalla malattia. Questo fatto venne visto come un segno divino e simbolo della giusta causa degli olandesi.
Il 22 novembre 1635, le nuove forze giunte da Bakloan, e capeggiate dal governatore Putmans, giunsero sul posto. Junius si unì con un gruppo di guerrieri nativi di Sinkan, che erano stati persuasi a prendere le parti del clero per migliorare le loro relazioni con gli olandesi. Il piano era inizialmente quello di rimanere al villaggio per una notte a riposare, attaccando Mattau il mattino seguente, ma gli olandesi ricevettero la notizia che gli abitanti di Mattau avevano saputo del loro arrivo ed avevano pianificato una fuga. Decisero quindi di fare pressione per un attacco quella sera stessa, riuscendo a cogliere di sorpresa i guerrieri di Mattau e soggiogando il villaggio senza colpo ferire. Gli olandesi giustiziarono sommariamente 26 abitanti del villaggio prima di dar fuoco alle case e fare ritorno a Bakloan.
«* Che tutte le reliquie che possiedono ritornino a noi.
- Che paghino un tributo annuale in maiali e riso.
- Che ogni due anni portino due maiali al castello nell'anniversario della nostra vittoria.
- Ci daranno la sovranità del loro paese, e come gesto simbolico porranno ai piedi del governatore delle noci di areca e delle noci di cocco.
- Che promettano di non rivoltarsi mai contro di noi.
- Che non molestino mai più i cinesi.
- Che, in caso di guerra con altri villaggi, si uniscano a noi, sia in attacco che in difesa.»

— Termini del trattato di pace tra la Compagnia olandese delle Indie orientali ed il villaggio di Mattau
Sulla via di ritorno verso Fort Zeelandia, le truppe fecero sosta a Bakloan, Sinkan e Sakam, ottenendo dai capi villaggio di ciascun insediamento la garanzia di un'amicizia per il futuro. Il villaggio di Soulang inviò due rappresentanti agli olandesi mentre questi si trovavano a Sinkan, offrendo loro una lancia e un'ascia in segno di alleanza alle forze olandesi. Infine due rappresentanti pervennero anche da Mattau i quali compirono il rito del kowtow prostrati alla ricerca della pace.
Gli aborigeni segnalarono anche la loro sottomissione inviando agli olandesi le loro armi migliori e portando in loco un piccolo albero (di noce di areca) da piantare nei terreni dei loro villaggi come simbolo della sovranità degli olandesi. Nei mesi successivi, quando si seppe della vittoria degli olandesi, altri villaggi si portarono coi loro rappresentanti presso Fort Zeelandia per rendere omaggio agli olandesi ed assicurare le loro intenzioni amichevoli. Ad ogni modo, i nuovi padroni di Mattau, ereditarono anche le loro inimicizie, tra cui spiccavano i Favorlang ed i Tirosen che da subito espressero la loro ostilità nei confronti degli olandesi.
Dopo la vittoria su Mattau il governatore decise di utilizzare i soldati per sottomettere i villaggi che ancora si dimostravano riottosi nei confronti degli olandesi, iniziando da Taccariang che in precedenza aveva commesso degli omicidi ai danni degli olandesi e degli abitanti di Sinkan. Gli abitanti dapprima combatterono con l'avanguardia olandese composta da nativi, ma successivamente con l'arrivo dei soldati olandesi si portarono in fuga, pur venendo raggiunti dai moschetti olandesi in molti casi. La Compagnia olandese delle Indie orientali entrò nel villaggio senza opposizioni e lo rase al suolo. Da Taccariang i soldati si mossero verso Soulang, dove arrestarono i guerrieri che avevano preso parte nel 1629 al massacro di sessanta soldati olandesi e diedero alle fiamme le loro case. L'ultima sosta fu presso il villaggio di Tevorang, che in precedenza aveva fornito uomini ad altri villaggi in guerra con gli olandesi. Questa volta il governatore scelse di usare la diplomazia, offrendo doni e assicurando l'amicizia in cambio della sottomissione, cosa che avvenne puntualmente.

## Pax Hollandica

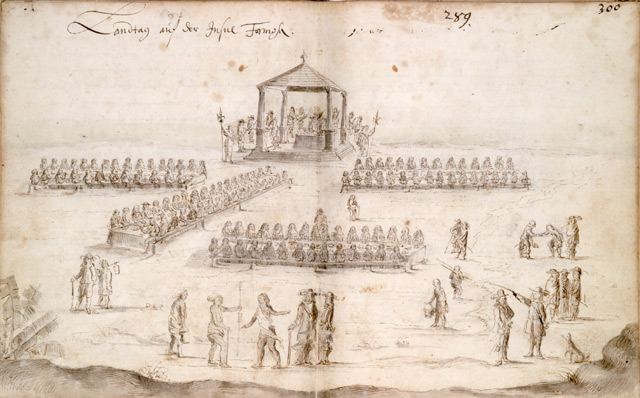
Un landdag, un incontro tra olandesi e formosani

L'afflusso di aborigeni presso le autorità olandesi era continuo e vennero rappresentanti persino da Pangsoia (Pangsoya; attuale Linbian), 100 km più a sud, per allearsi con gli olandesi. Gli olandesi decisero quindi di tenere un landdag (un gran ricevimento) per accogliere tutti coloro che volessero rendere omaggio alla potenza vincitrice. Questa riunione ebbe luogo il 22 febbraio 1636 con le rappresentanze di 28 villaggi di tutta Formosa. Il governatore si presentò con mantello e scettro, simboli del potere, e Robert Junius scrisse che "fu grandioso a vedere come questi popoli si incontrassero tutti in amicizia per la prima volta, baciandosi l'un l'altro e fissandosi negli occhi. Una cosa del genere non era mai stata vista in quel paese prima di allora, in quanto una tribù era sempre in guerra con l'altra."
Questo effetto di pacificazione divenne noto come pax Hollandica (pace olandese) ed assicurando agli olandesi il controllo della parte sudoccidentale dell'isola. Gli olandesi chiamarono la nuova area sottoposta al loro controllo col nome di Verenigde Dorpen (Villaggi Uniti), una deliberata allusione alle Province Unite della loro madrepatria. La campagna risultò vitale per la crescita della colonia olandese a Formosa con la costruzione di molti avamposti commerciali nell'area.